# Como Calcio 2000-2001
Questa voce raccoglie le informazioni riguardanti il Como Calcio nelle competizioni ufficiali della stagione 2000-2001.

## Stagione
Nella stagione 2000-2001 il Como disputa il girone A del campionato di Serie C1, raccoglie 72 punti con il secondo posto della classifica, alle spalle del Modena promosso, la squadra lariana ha dovuto disputare i playoff. Nella semifinale ha superato lo Spezia, in finale ha superato il Livorno, ed è salita in Serie B. La prima mossa del presidente Enrico Preziosi è stata la riconferma dell'allenatore friulano Loris Dominissini, la seconda mossa è stata portare a Como giocatori di esperienza, quali Brevi, Stellini, Bega e Centi, ma anche di puntare sull'attaccante Eupremio Carruezzo. Con il mercato invernale sono arrivati a Como anche Colacone, Padovano e Olivares, una vera corazzata. Il campo ha premiato le scelte societarie, il Como ha chiuso al secondo posto con 33 punti il girone di andata, nel girone di ritorno ha fatto meglio di tutti con 39 punti, pur non riuscendo ad agguantare il Modena che era in fuga. Nei playoff con il batticuore ha superato prima lo Spezia nelle semifinali, ed il Livorno nelle due finali, con una rete decisiva realizzata al 120º minuto della gara di ritorno, propiziata da una autorete del livornese Giuseppe Geraldi. Nella Coppa Italia di Serie C il Como ha disputato il girone B di qualificazione, che ha promosso ai sedicesimi il Legnano.

## Rosa
| N. |                     | Ruolo | Calciatore          |
| -- | ------------------- | ----- | ------------------- |
|    | Italia (bandiera)   | P     | Alex Brunner        |
|    | Svizzera (bandiera) | P     | Endrik Marfia       |
|    | Italia (bandiera)   | P     | Gianluca Spinelli   |
|    | Italia (bandiera)   | D     | Francesco Bega      |
|    | Italia (bandiera)   | D     | Oscar Arnaldo Brevi |
|    | Italia (bandiera)   | D     | Antonio Calabrò     |
|    | Italia (bandiera)   | D     | Corrado Ferracuti   |
|    | Italia (bandiera)   | D     | Carlo Gervasoni     |
|    | Italia (bandiera)   | D     | Mario Manzo         |
|    | Italia (bandiera)   | D     | Vincenzo Pandullo   |
|    | Italia (bandiera)   | D     | Cristian Stellini   |
|    | Italia (bandiera)   | C     | Andrea Ardito       |
|    | Italia (bandiera)   | C     | Gianni Cavezzi      |
|    | Colombia (bandiera) | C     | Luis Fernando Centi |

| N. |                    | Ruolo | Calciatore                   |
| -- | ------------------ | ----- | ---------------------------- |
|    | Italia (bandiera)  | C     | Giacomo Curioni              |
|    | Italia (bandiera)  | C     | Giuseppe De Feudis           |
|    | Italia (bandiera)  | C     | Alfredo Femiano              |
|    | Italia (bandiera)  | C     | Massimiliano Ferrigno        |
|    | Italia (bandiera)  | C     | Silvio Giusti                |
|    | Italia (bandiera)  | C     | Vito Lasalandra              |
|    | Italia (bandiera)  | C     | Massimo Lombardini           |
|    | Italia (bandiera)  | C     | Davide Olivares              |
|    | Brasile (bandiera) | A     | Adriano Bertolucci de Castro |
|    | Italia (bandiera)  | A     | Eupremio Carruezzo           |
|    | Italia (bandiera)  | A     | Roberto Colacone             |
|    | Italia (bandiera)  | A     | Salvatore Fresta             |
|    | Italia (bandiera)  | A     | Massimiliano Memmo           |
|    | Italia (bandiera)  | A     | Michele Padovano             |

### Calciatori ceduti durante la stagione
| N. |                   | Ruolo | Calciatore                                            |
| -- | ----------------- | ----- | ----------------------------------------------------- |
|    | Italia (bandiera) | D     | Felice Cavaliere (alla Viterbese da settembre 2000)   |
|    | Italia (bandiera) | D     | Marco Mallus (al Legnano da settembre 2000)           |
|    | Italia (bandiera) | D     | Tommaso Movilli (alla Colligiana da gennaio 2001)     |
|    | Italia (bandiera) | C     | Angelo Affatigato (alla Carrarese da gennaio 2001)    |
|    | Italia (bandiera) | C     | Luca Pellegrini (al Rimini da gennaio 2001)           |
|    | Italia (bandiera) | A     | Andrea Caracciolo (alla Pro Vercelli da gennaio 2001) |
|    | Grecia (bandiera) | A     | Theofilos Karasavvidīs (al Catania da ottobre 2000)   |

## Staff tecnico e dirigenza
| Medico Sociale: | Enzo Giani |

| Amministratore delegato: | Giorgio Vitali |

## Risultati

### Campionato

#### Girone di andata
| Arbitro: | Ardito (Bari) |

|  |           |            |
|  | Marcatori | 86’ Ardito |

| Como 10 settembre 2000 2ª giornata | Como                | 0 – 0 | Lumezzane | Stadio Giuseppe Sinigaglia\| Arbitro: \| Carlucci (Molfetta) \| |
| Arbitro:                           | Carlucci (Molfetta) |       |           |                                                                 |

| Arbitro: | Brighi (Cesena) |

|  |           |              |
|  | Marcatori | 72’ Ferrigno |

| Arbitro: | Cuttica (Alessandria) |

|              |           |  |
| O. Brevi 82’ | Marcatori |  |

| Arbitro: | Palanca (Roma) |

|                     |           |  |
| Saverino 68’ (rig.) | Marcatori |  |

| Arbitro: | Ciampi (Pisa) |

|                                                     |           |  |
| Carruezzo 32’, 60’ (rig.) Stellini 37’ Ferrigno 54’ | Marcatori |  |

| Arbitro: | Valensin (Milano) |

|                          |           |               |
| Fanucci 45+1’ Protti 88’ | Marcatori | 90+4’ Femiano |

| Arbitro: | Evangelista (Avellino) |

|                       |           |                           |
| Cancellato 40’ (rig.) | Marcatori | 4’ Carruezzo 64’ Ferrigno |

| Arbitro: | Tonin (Piombino) |

|                       |           |  |
| Ferrigno 90+1’ (rig.) | Marcatori |  |

| Arbitro: | Cannella (Palermo) |

|               |           |  |
| Chiaretti 48’ | Marcatori |  |

| Arbitro: | Cruciani (Pesaro) |

|                  |           |  |
| Centi 68’ (rig.) | Marcatori |  |

| Arbitro: | Dattilo (Locri) |

|                      |           |              |
| Benfari 9’ Frick 69’ | Marcatori | 80’ Stellini |

| Arbitro: | Cenni (Imola) |

|             |           |  |
| Memmo 90+4’ | Marcatori |  |

| Arbitro: | Vicinanza (Albenga) |

|                            |           |              |
| O. Brevi 52’ Carruezzo 68’ | Marcatori | 90+3’ Caridi |

| Leffe 17 dicembre 2000 15ª giornata | AlbinoLeffe         | 0 – 0 | Como | Stadio Carlo Martinelli\| Arbitro: \| Benedetto (Messina) \| |
| Arbitro:                            | Benedetto (Messina) |       |      |                                                              |

| Arbitro: | Rizzoli (Bologna) |

|                |           |  |
| Lombardini 59’ | Marcatori |  |

| Arbitro: | Ambrosino (Torre del Greco) |

|             |           |           |
| Costanzo 6’ | Marcatori | 82’ Memmo |

#### Girone di ritorno
| Arbitro: | Sacco (Civitavecchia) |

|          |           |  |
| Memmo 5’ | Marcatori |  |

| Arbitro: | Niccolai (Livorno) |

|                        |           |                                         |
| Guidetti 46’ Buscé 60’ | Marcatori | 7’ (rig.) Fresta 18’ Memmo 48’ Olivares |

| Arbitro: | Ioseffi (Siena) |

|                                        |           |                     |
| Padovano 34’ Colacone 64’ Olivares 68’ | Marcatori | 52’ (rig.) Scazzola |

| Arbitro: | Brighi (Cesena) |

|             |           |  |
| Bettoni 55’ | Marcatori |  |

| Arbitro: | Cannella (Palermo) |

|              |           |  |
| Stellini 17’ | Marcatori |  |

| Arbitro: | Romeo (Verona) |

|               |           |  |
| Bertolini 16’ | Marcatori |  |

| Como 25 febbraio 2001 24ª giornata | Como              | 0 – 0 | Livorno | Stadio Giuseppe Sinigaglia\| Arbitro: \| Cruciani (Pesaro) \| |
| Arbitro:                           | Cruciani (Pesaro) |       |         |                                                               |

| Arbitro: | Ioseffi (Siena) |

|                         |           |  |
| Olivares 45’ Fresta 67’ | Marcatori |  |

| Arbitro: | Carlucci (Molfetta) |

|                     |           |              |
| G. Rossi 24’ (rig.) | Marcatori | 40’ Olivares |

| Arbitro: | Giammillaro (Messina) |

|                     |           |  |
| Padovano 37’ (rig.) | Marcatori |  |

| Modena 25 marzo 2001 28ª giornata | Modena             | 0 – 0 | Como | Stadio Alberto Braglia\| Arbitro: \| Cannella (Palermo) \| |
| Arbitro:                          | Cannella (Palermo) |       |      |                                                            |

| Arbitro: | De Marco (Chiavari) |

|                           |           |  |
| O. Brevi 56’ Olivares 70’ | Marcatori |  |

| Arbitro: | Ciampi (Pisa) |

|  |           |                         |
|  | Marcatori | 42’ Fresta 53’ Colacone |

| Arbitro: | Squillace (Catanzaro) |

|  |           |                         |
|  | Marcatori | 14’ Fresta 58’ Colacone |

| Arbitro: | Girardi (San Donà di Piave) |

|                                     |           |             |
| Fresta 6’ Carruezzo 26’, 74’, 90+4’ | Marcatori | 10’ Araboni |

| Arbitro: | Palanca (Roma) |

|           |           |                            |
| Fiori 17’ | Marcatori | 71’ Colacone 74’ Carruezzo |

| Arbitro: | Nicoletti (Macerata) |

|                         |           |              |
| Colacone 23’ Fresta 60’ | Marcatori | 22’ Costanzo |

### Playoff
| Arbitro: | Cannella (Palermo) |

|  |           |              |
|  | Marcatori | 82’ Colacone |

| Como 3 giugno 2001 Semifinale - Ritorno | Como              | 0 – 0 | Spezia | Stadio Giuseppe Sinigaglia\| Arbitro: \| Rizzoli (Bologna) \| |
| Arbitro:                                | Rizzoli (Bologna) |       |        |                                                               |

| Livorno 10 giugno 2001 Finale - Andata | Livorno            | 0 – 0 | Como | Stadio Armando Picchi\| Arbitro: \| Cannella (Palermo) \| |
| Arbitro:                               | Cannella (Palermo) |       |      |                                                           |

| Arbitro: | Cruciani (Pesaro) |

|                     |           |  |
| Geraldi 120’ (aut.) | Marcatori |  |

### Coppa Italia
| Arbitro: | Belloli (Bergamo) |

|                     |           |  |
| Ferrigno 26’ (rig.) | Marcatori |  |

| Arbitro: | Giachero (Pinerolo) |

|                                   |           |           |
| Rubino 15’ Maiolo 24’, 41’ (rig.) | Marcatori | 80’ Centi |

| 23 agosto 2000 3ª giornata |  | – Turno di riposo Como |  |  |

| Como 27 agosto 2000 4ª giornata | Como                     | 0 – 0 | Pro Patria | Stadio Giuseppe Sinigaglia\| Arbitro: \| P.S. Mazzoleni (Bergamo) \| |
| Arbitro:                        | P.S. Mazzoleni (Bergamo) |       |            |                                                                      |

| Arbitro: | Santoro (Domodossola) |

|                          |           |                      |
| Landonio 36’ E. Sala 44’ | Marcatori | 70’ (rig.) Carruezzo |